# Magyar szólások és közmondások szótára
A Magyar szólások és közmondások szótára a mai magyar nyelv állandósult szókapcsolatait mutatja be. A szótár vezérszók (kulcsszók) alapján alfabetikus sorrendbe van rendezve. A vezérszavak alatt találhatóak a címszavak, vagyis az adott kulcsszót tartalmazó állandósult kifejezés(ek). A címszót végül a jelentésdefiníció(k) követi(k).

## A szótár szócikkeinek felépítése
A szótárban a szólások és közmondások vezérszavak szerint vannak rendezve, jelölésük vastagon szedett nagybetűkből áll. Ezek alatt találhatóak az állandósult szókapcsolatok, mint címszavak, félkövér betűkkel szedve. Ezt követik az állandósult kifejezés(ek) vonzatai, normál betűkkel szedve. 
A következő sorokban olvashatóak a kifejezések jelentései, sorszámokkal elválasztva egymástól. Ezeken belül dőlt betűkkel szedve találhatóak meg a különböző alkalmazási példák, melyekben a kifejezés(eke)t vastagon szedett betűkkel emelik ki.

## A szótárban felhasznált irodalom
A szótárban elsődlegesen az alábbi szótárak anyaga lett feldolgozva:
- A magyar nyelv értelmező szótára I-VII. Akadémiai Kiadó, Budapest, 1966.
- András T. László – Kövecses Zoltán: Magyar – angol szlengszótár. ELTE, Budapest, 1994.
- Békés István: Napjaink szállóigéi. I-II. Gondolat, Budapest, 1977.
- Grétsy László – Kovalovszky Miklós: Nyelvművelő kézikönyv I-II. Akadémiai Kiadó, Budapest, 1980, 1985
- Hernádi Miklós: Közhelyszótár. Gondolat, Budapest, 1995., 2. bőv. kiadás.
- Kiss Gábor: Magyar szókincstár. Tinta Könyvkiadó, Budapest, 1998.
- O. Nagy Gábor: Magyar szólások és közmondások. Gondolat, Budapest, 1976.
- Tótfalusi István: Színes szinonimaszótár. Háttér, Budapest, 1997.

Később az anyag – a Tinta Könyvkiadó támogatásával - tovább lett bővítve az Akadémiai Kiadó újonnan megjelent nagyszótárainak szólásanyagával:
- Eckhardt Sándor – Konrád Miklós: Magyar – francia nagyszótár. Budapest, 1999.
- Halász Előd – Földes Csaba – Uzonyi Pál: Magyar – német nagyszótár. Budapest, 1998.
- Országh László – Futász Dezső – Kövecses Zoltán: Magyar – angol nagyszótár. Budapest, 1998.

## Külső hivatkozások
- A Tinta könyvkiadó hivatalos weboldala